# لیگ برتر فوتبال افغانستان فصل ۱۳۹۳
لیگ برتر فوتبال افغانستان ۱۳۹۳ سومین فصل از بازی‌های لیگ برتر فوتبال افغانستان است، لیگ برتر افغانستان یک لیگ فوتبال باشگاهی است که در سال ۱۳۹۱ تأسیس شده‌است. در فینال، باشگاه فوتبال شاهین آسمایی قهرمانی فصل را از آن خود کرد.